# 叙利 (卡尔瓦多斯省)
叙利（法語：Sully，法語發音：[syli] ⓘ）是法国卡尔瓦多斯省的一个市镇，属于巴约区。

## 地理
叙利（49°17'59"N, 0°44'13"W）面积4 平方千米，位于法国诺曼底大区卡爾瓦多斯省，该省份为法国西北部沿海省份，北濒大西洋英吉利海峡，东北与滨海塞纳省以海上边界相接，东临厄尔省，南至奧恩省，西与芒什省接壤。
与叙利接壤的市镇（或旧市镇、城区）包括：迈松、贝桑地区图尔、沃塞勒、欧尔河畔沃。

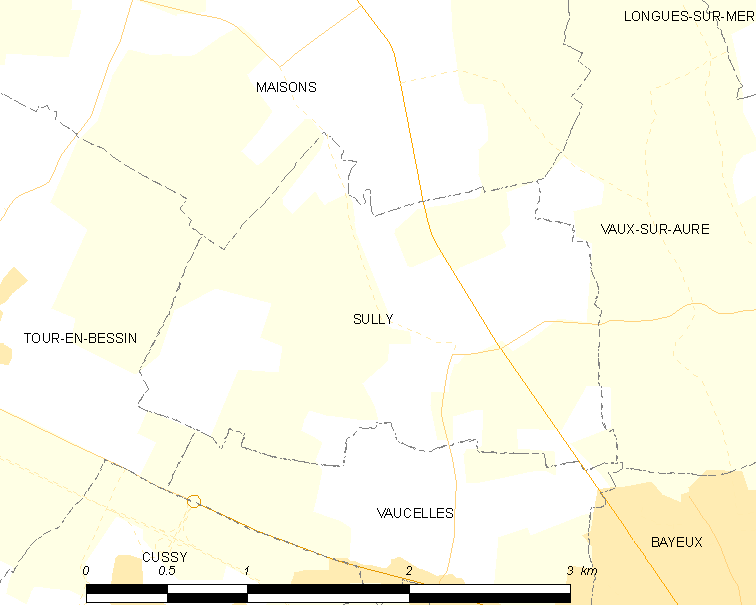
的OSM定位图

叙利的时区为UTC+01:00、UTC+02:00（夏令时）。

## 行政
叙利的邮政编码为14400，INSEE市镇编码为14680。

## 政治
叙利所属的省级选区为巴约县。

## 人口

1962-2008年间人口变化图示

叙利于2022年1月1日时的人口数量为167人。